# Nombre 209
El nombre 209 (CCIX) és el nombre natural que segueix el nombre 208 i precedeix el nombre 210.
La seva representació binària és 11010001, la representació octal 321 i l'hexadecimal D1.
La seva factorització en nombres primers és 11×19.